# Реакція Рамберга — Беклунда
Реакція Рамберга — Беклунда (англ. Ramberg — Bäcklund reaction) — реакція α-галогенсульфонів з сильними основами з утворенням алкенів.
В реакцію вступають аліфатичні та алкілароматичні α-галогенсульфони, а основним продуктом є цис-олефін, при збільшенні розмірів замісників зростає частка транс-ізомерів.